# Evgueni Lifchits
Cet article possède des paronymes, voir Lifshitz, Lipschitz et Livchitz.
Pour les articles homonymes, voir Lifchitz.
Evgueni Mikhaïlovitch Lifchits, également Lifchitz, Lifschitz, Lifshits, Lifshitz (en russe : Евгений Михайлович Лифшиц, en ukrainien : Євге́н Миха́йлович Лі́фшиць), né le 21 février 1915 à Kharkiv et mort le 29 octobre 1985 à Moscou, est un physicien théoricien soviétique, membre de l'académie des sciences de l'URSS. 
Il a travaillé notamment dans les domaines de la physique du solide, du magnétisme et de la relativité générale. Ses recherches dans le domaine de la théorie des forces lui ont valu le prix Lomonossov. Il est également renommé pour son Cours de physique théorique, coécrit avec Lev Landau, et récompensé du prix Lénine.

## Biographie
Né dans une famille juive et fils d'un professeur de médecine de Kharkov, Lifschitz effectue ses premières études dans une école de chimie (1929) puis à la Faculté de Sciences physiques de l'Institut de Mécanique de Kharkov (1930-33). Il étudie ensuite sous la direction de Lev Landau à l’école de physique théorique de Kharkiv, dont il sort diplômé en 1934. Il peut alors exercer comme assistant de recherche et se voit décerner en 1939 le titre de docteur habilité par l'Université d'État de Saint-Pétersbourg.

## Travaux scientifiques
Evgueni Lifchits a apporté des contributions majeures à la théorie de la relativité générale d'Albert Einstein. Ses recherches dans ce domaine à partir de 1946 sont une référence quant à la stabilité des solutions cosmologiques de cette théorie ; il établit une classification des perturbations : scalaire avec changement de densité, vecteur décrivant le mouvement de rotation, tenseur décrivant les ondes gravitationnelles. Cette classification, dite formalisme SVT, conserve toute sa pertinence pour l'analyse de l'origine et de la structure de l'univers.
Les recherches menées conjointement avec Isaak Khalatnikov, puis Vladimir Belinski et son frère Ilya Lifchitz, ont permis de donner une image assez complète de la dynamique des modèles cosmologiques hétérogènes et anisotropes près de la singularité cosmologique. Ce phénomène oscillatoire très complexe peut être décrit comme un espace en rétraction dans deux directions, en expansion dans la troisième, les zones de rétraction et d'expansion changeant au fil du temps selon une loi déterminée.
Ces travaux eurent une grande résonance chez les physiciens ; ils ont changé de manière significative notre compréhension de l'effondrement relativiste, et posé un certain nombre de problèmes physiques et mathématiques qui restent encore ouverts.